# Pseudotrochalus rufolineatus
Pseudotrochalus rufolineatus är en skalbaggsart som beskrevs av Edgar von Harold 1879. Pseudotrochalus rufolineatus ingår i släktet Pseudotrochalus och familjen Melolonthidae. Inga underarter finns listade i Catalogue of Life.